# Kitchen Impossible/Staffel 10
Die von VOX als Jubiläumsstaffel bezeichnete zehnte Staffel Kitchen Impossible wird seit dem 27. April 2025 im TV gesendet. Damit startete die Staffel so spät wie noch keine Staffel zuvor. Die Folgen sind eine Woche vor der Ausstrahlung via RTL+ im Streaming abrufbar.

## Produktion und Ausstrahlung
Nachdem Tim Mälzer bis dato nur gegen in Deutschland, Österreich und der Schweiz aktive, deutschsprachige Köche angetreten war, wurde Jamie Oliver bereits im Dezember 2019 als erster nicht deutschsprachiger Gegner Mälzers bestätigt. Zu einem Duell war es in den seit Ankündigung gelaufenen Staffeln jedoch bis dato nicht gekommen. Laut VOX könnte ein Duell mit Beteiligung Olivers und Mälzers kulinarischem Ziehvater Gennaro Contaldo, der schon mehrfach Teil des Formats war, in einer für 2025 geplanten Folge der dann 10. Staffel oder Weihnachts-Edition stattfinden. Das Duell wurde im Jahr 2024 in Rahmen der Screenforce Days abermals offiziell bestätigt, von Mälzer zudem für Staffel 10 angekündigt.
Die Staffel wurde durch die Ausstrahlung der Best-Friends-Edition aus Staffel 8 mit Tim Raue und Hans Neuner am Pfingstsonntag, 8. Juni 2025, unterbrochen, der die Staffel faktisch in zwei Abschnitte teilt, und welche mit einem abermaligen Duell zwischen Mälzer und Tim Raue endet, und an welche sich die Wiederholung von mindestens vier Folgen früherer Staffeln anschließt.

## Duellanten
Mälzer tritt zum Großteil gegen Kontrahenten an, die auch schon in vorherigen Staffeln zu sehen und gar als Gegner aufgetreten waren. So trifft Mälzer auf Philipp Vogel, Cornelia Poletto, The Duc Ngo, Martin Klein, Max Strohe, Mario Lohninger, Edi Frauneder und Tim Raue, die allesamt schon seine Gegner in vorherigen Staffel waren. Neue Gegner und Unterstützer sind Gennaro Contaldo, der Mälzer im Duell mit Poletto und Anna Sgroi unterstützt, das ausschließlich in Italien stattfindet, die Rapper Marteria und Sido, die als Unterstützer im Duell mit The Duc Ngo auftreten (wobei erster Mälzer unterstützt, Letzterer Ngo), Sebastian Brugger und Clara Hunger, Mälzers Küchenchef der Bullerei gegen Max’ (damalige) Souschefin aus dem tulus lotrek, die im Duell gegeneinander jeweils mit Mälzer und Strohe antreten, und Jamie Oliver, dessen Duell mit Mälzer ausschließlich in London stattfindet, während ein finales Duell mit Raue fast ausschließlich in Brasilien stattfindet. Lohninger und Frauneder, der die dritte Staffel in Folge auftritt, sind Teil einer abermaligen Best-Friends-Edition, die ausschließlich im Großraum New York City stattfindet.

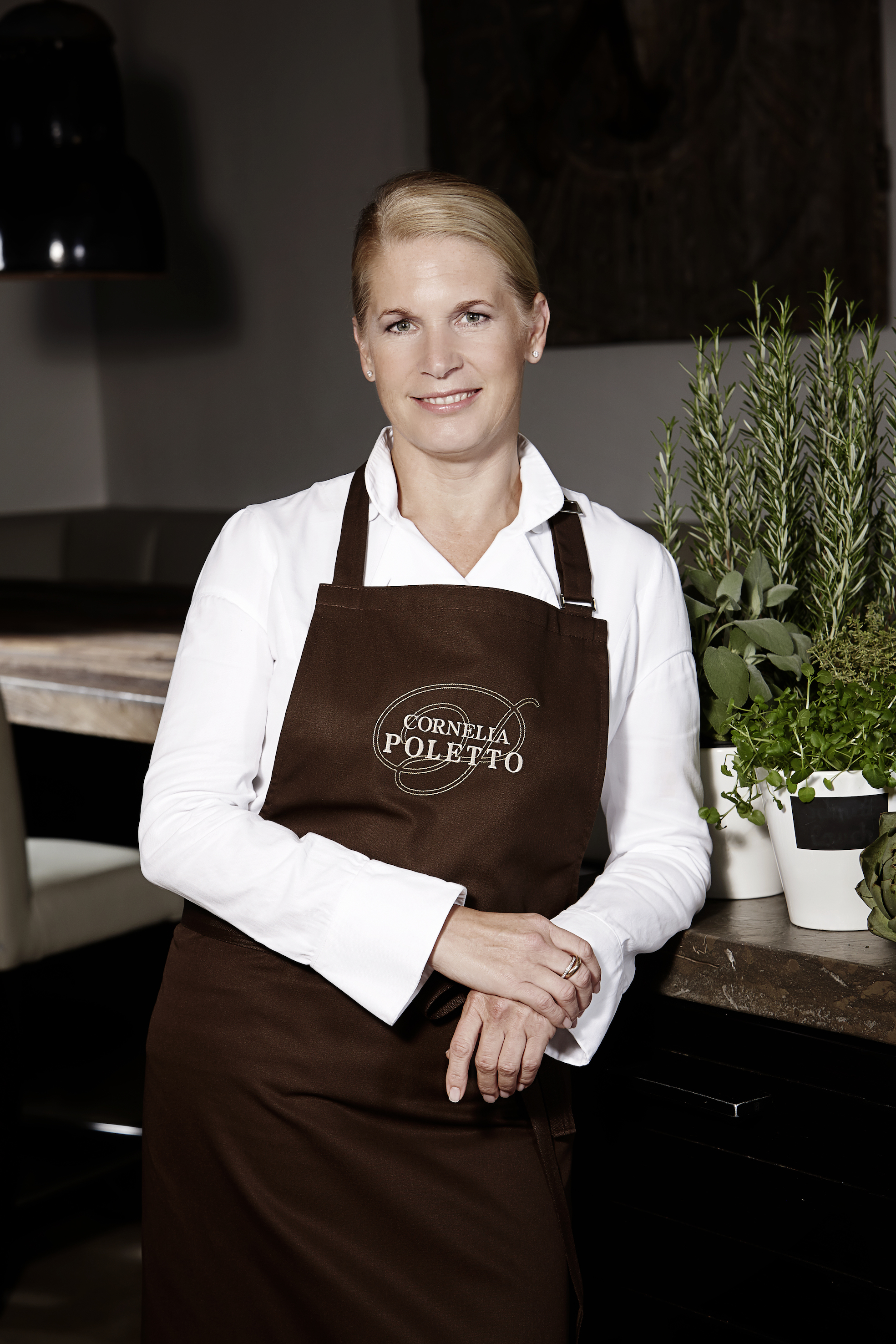
Cornelia Poletto
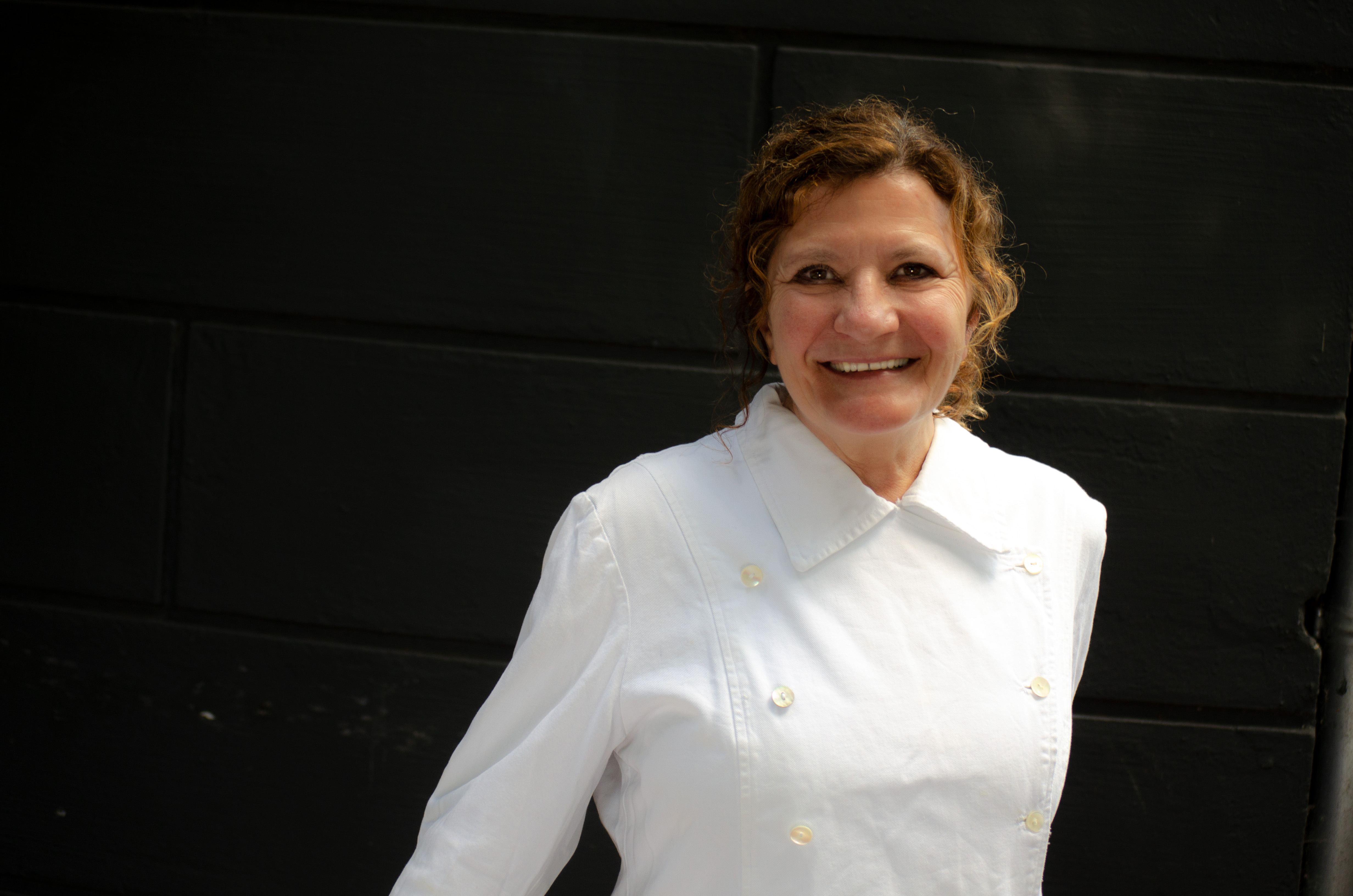
Anna Sgroi
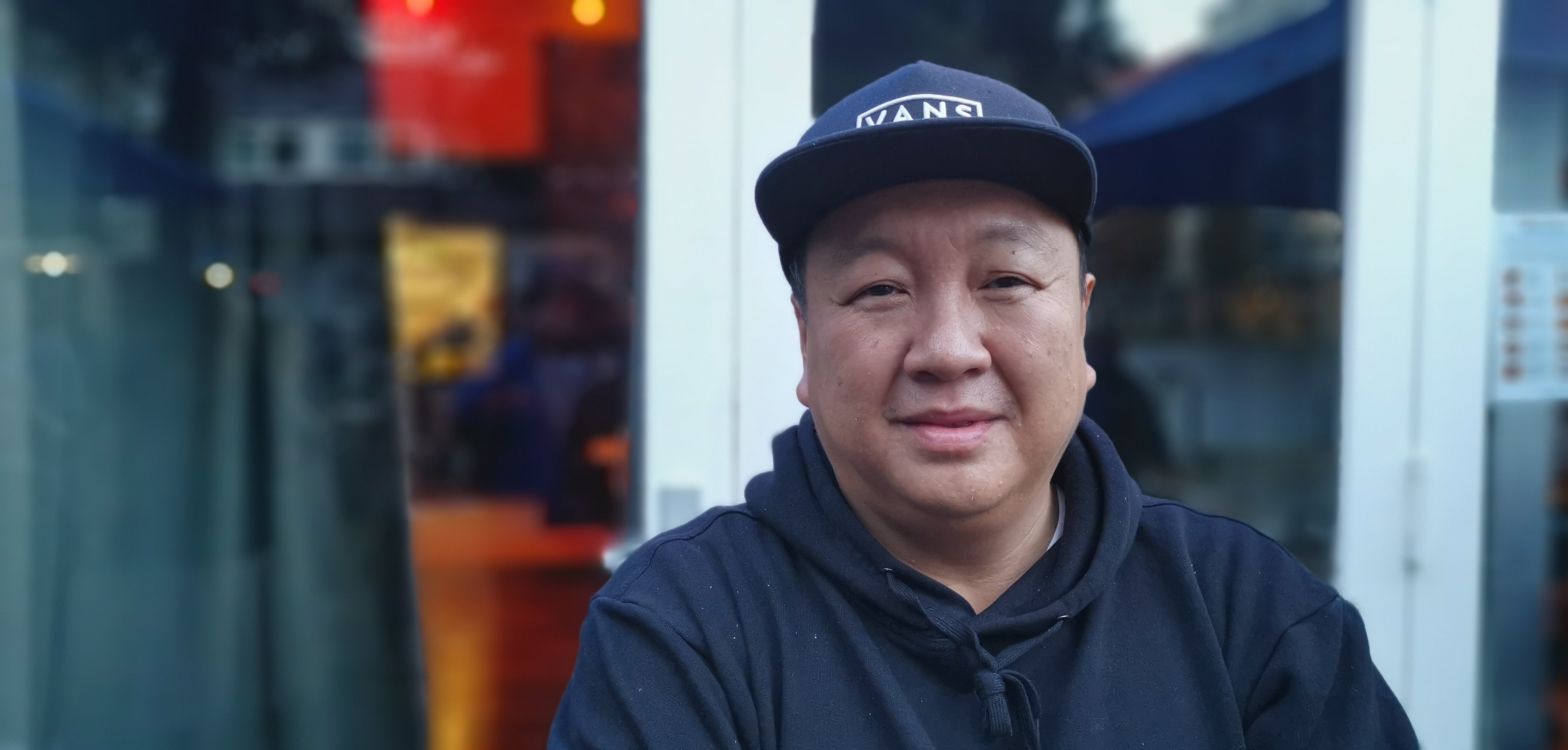
The Duc Ngo
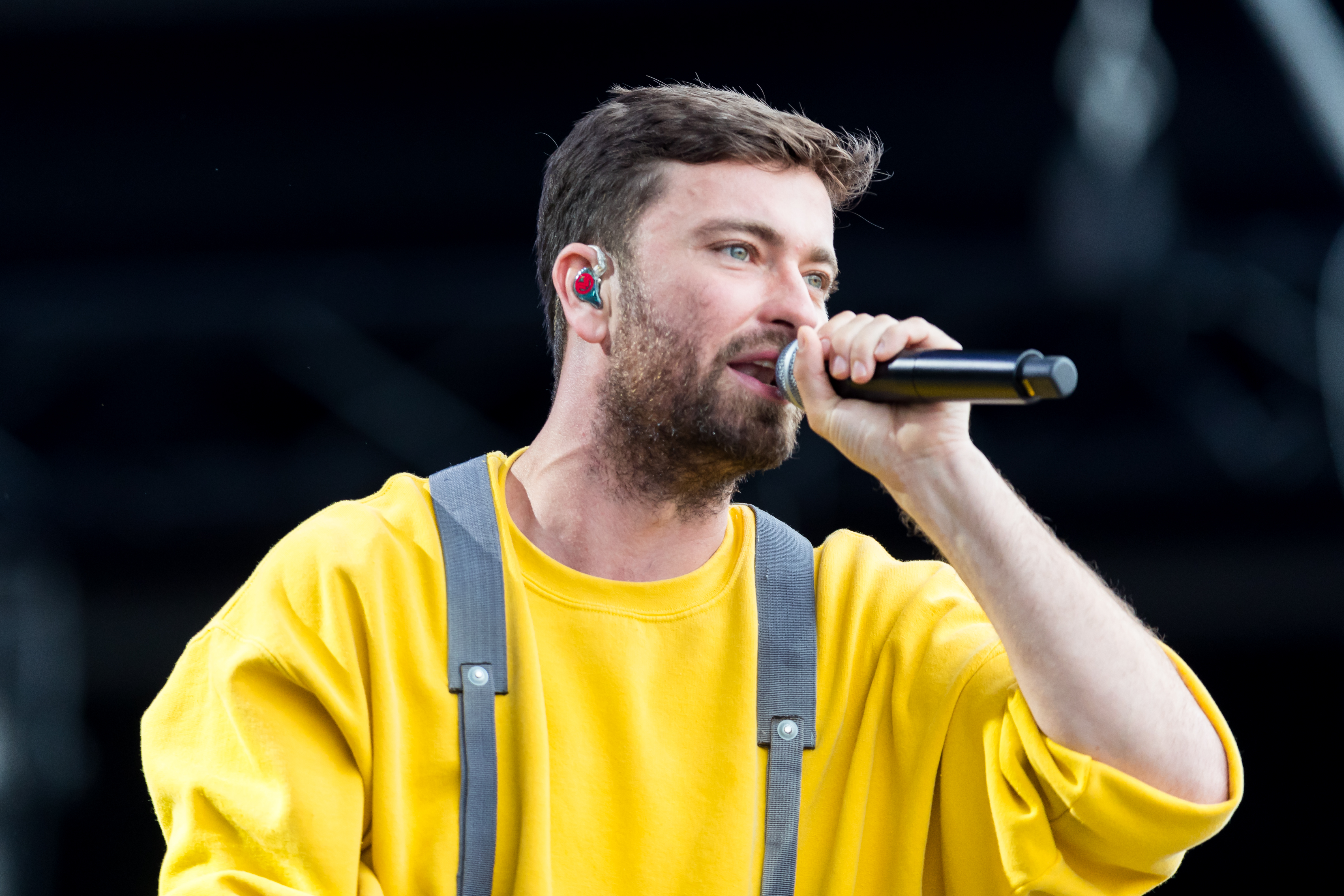
Marteria
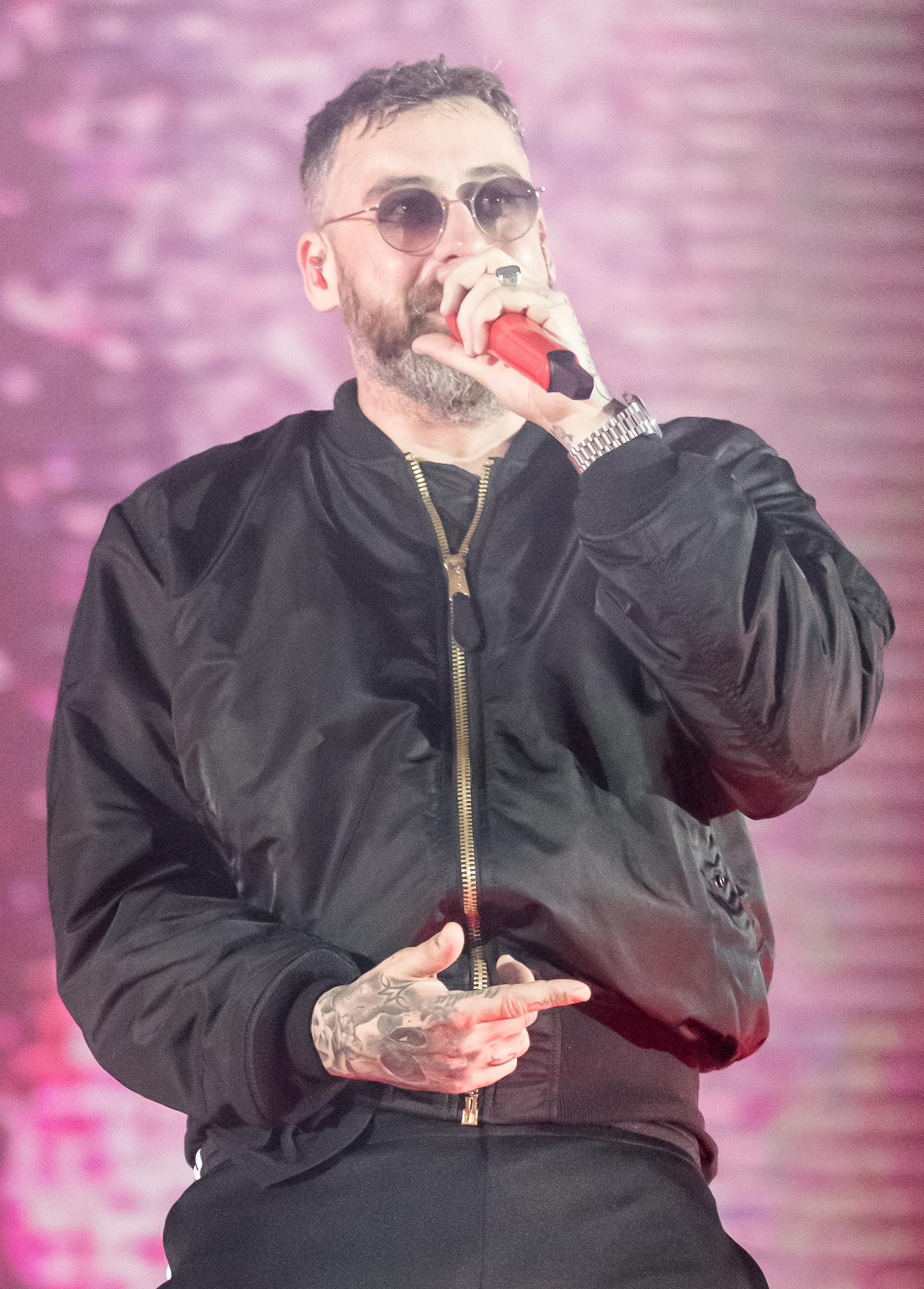
Sido
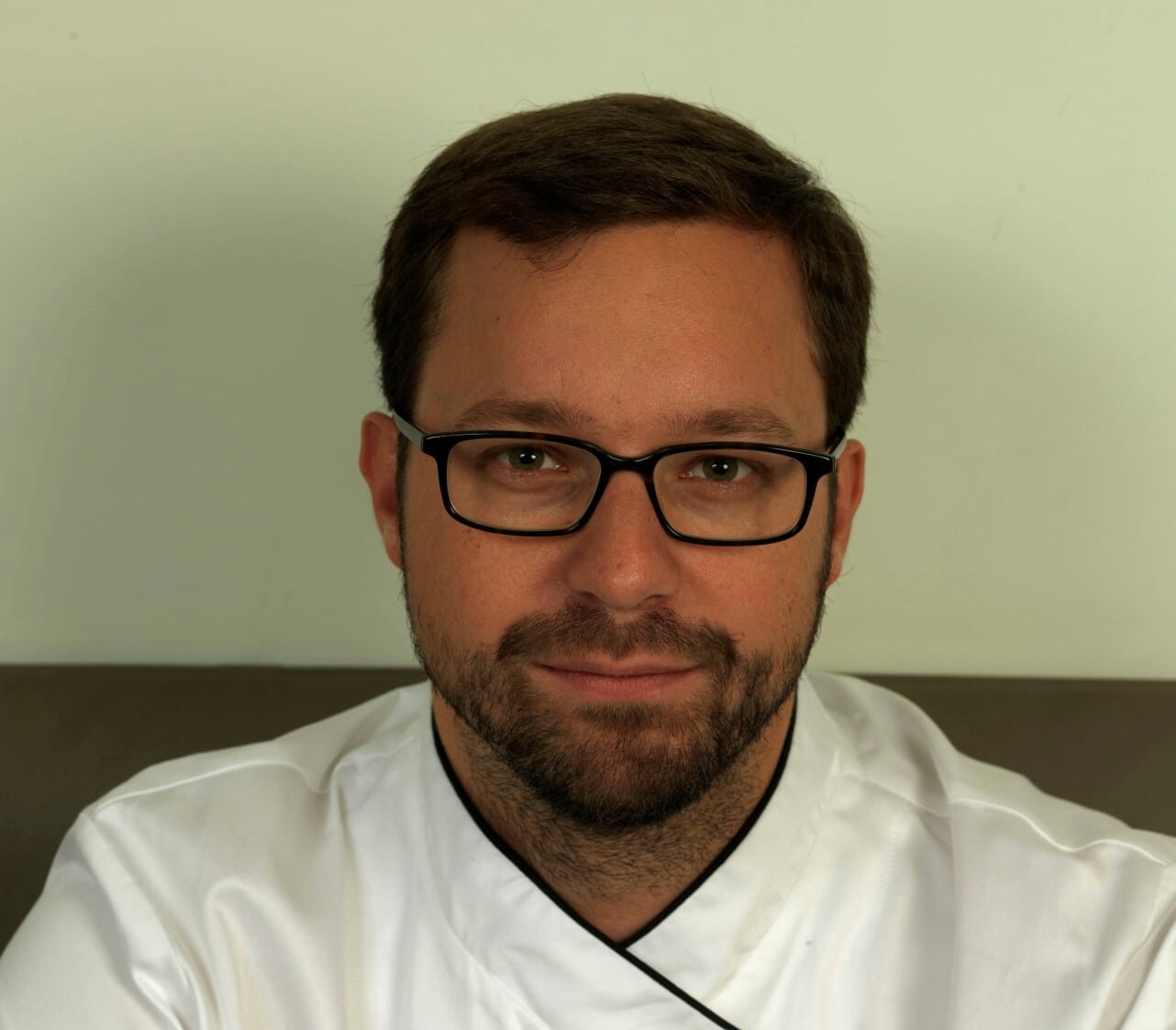
Edi Frauneder
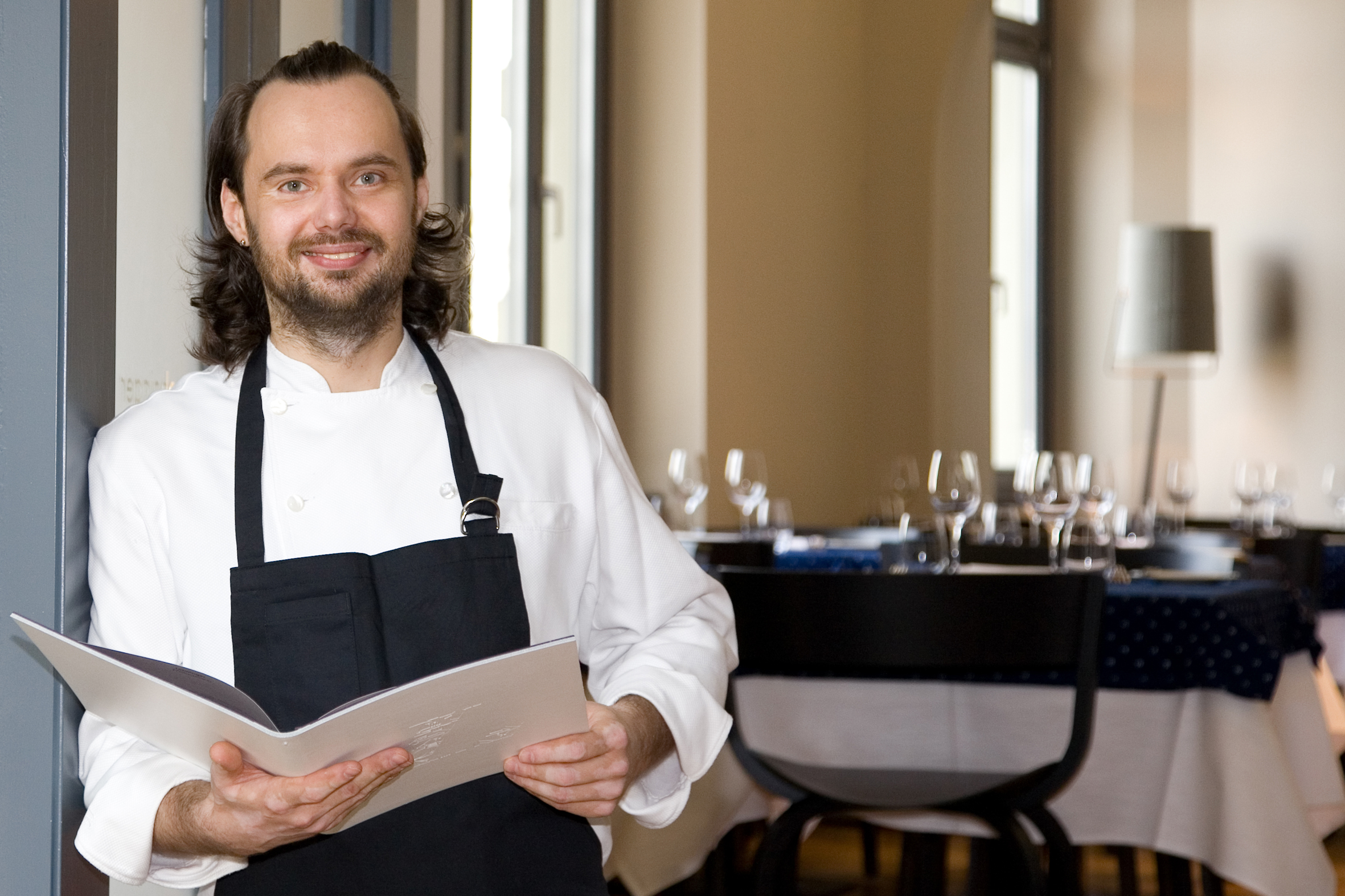
Mario Lohninger
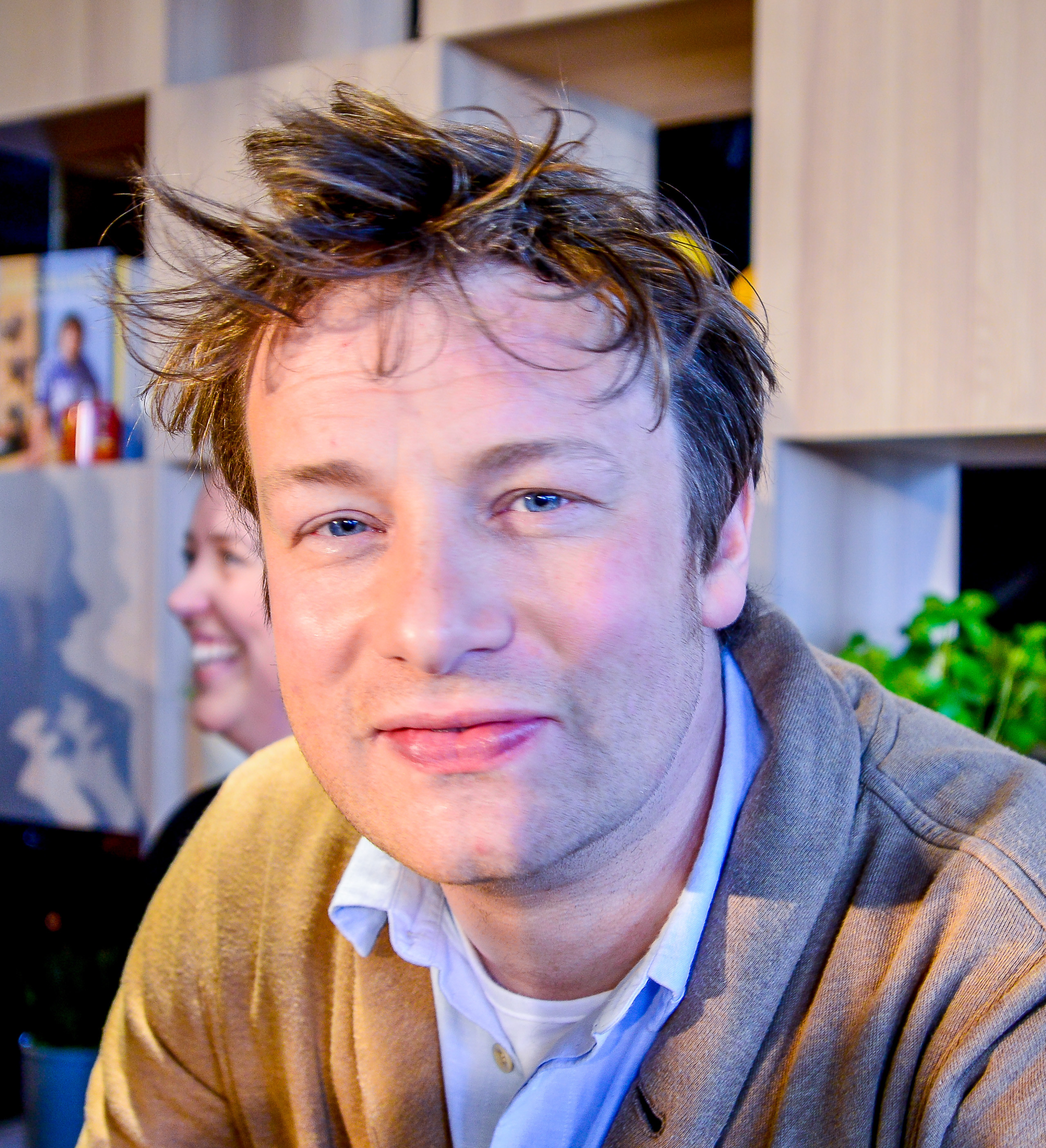
Jamie Oliver
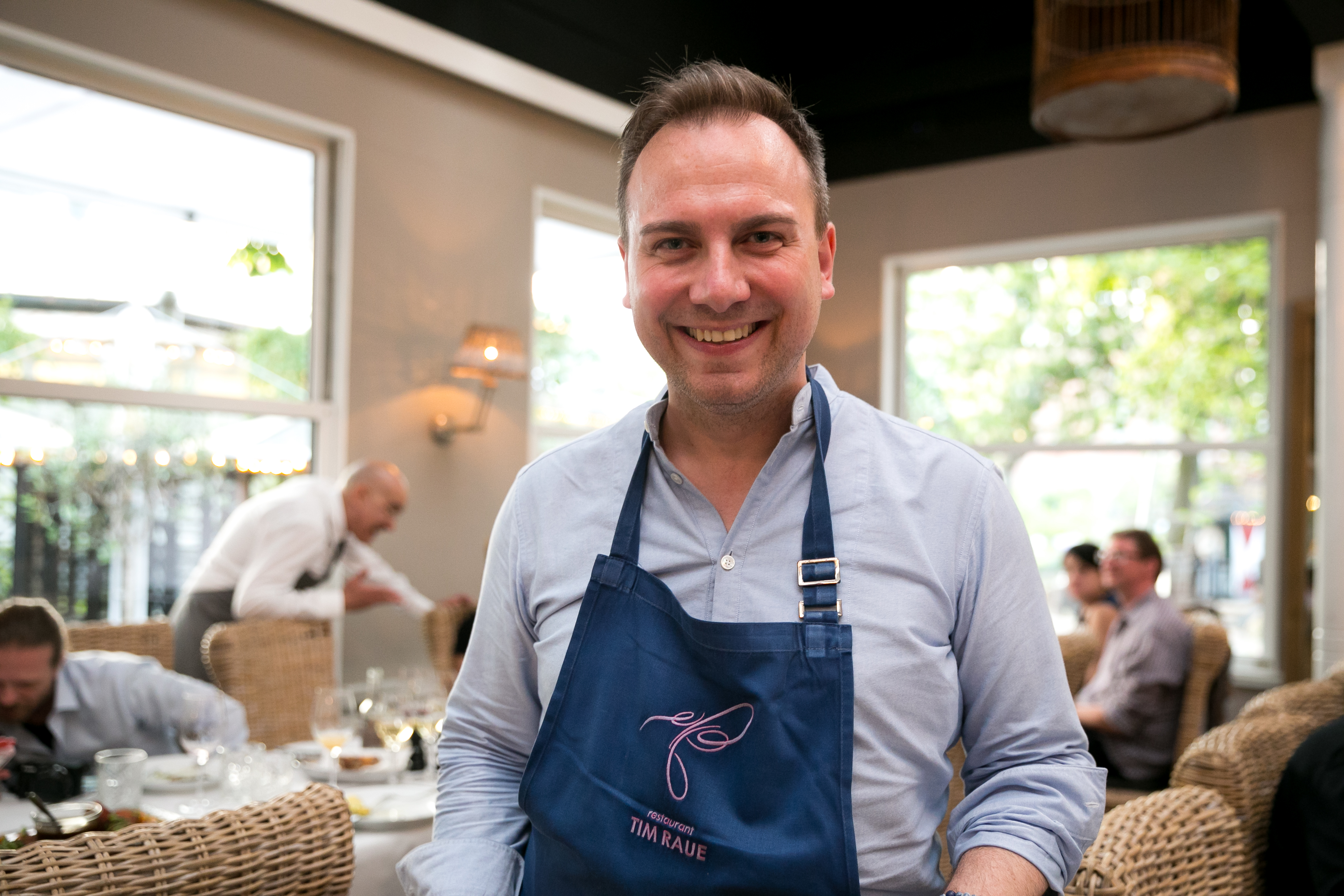
Tim Raue

## Duelle
| #      | Erstausstrahlung bei VOX | Köche                                                           | Koch 1                          | Koch 1                                                                             | Koch 1  | Koch 2                          | Koch 2                                                                    | Koch 2  |
| #      | Erstausstrahlung bei VOX | Köche                                                           | Länder                          | Gericht                                                                            | Punkte  | Länder                          | Gericht                                                                   | Punkte  |
| ------ | ------------------------ | --------------------------------------------------------------- | ------------------------------- | ---------------------------------------------------------------------------------- | ------- | ------------------------------- | ------------------------------------------------------------------------- | ------- |
| 1      | 27. April 2025           | Tim Mälzer, Philipp Vogel 1                                     | Velbert                         | Himmel un Äd – Berlin Style (nach Sascha Stemberg) 2                               | 6,3/10  | Köln                            | Entenblut mit Tintenfisch, Garnelen und Austernpilzen                     | 6,0/10  |
| 1      | 27. April 2025           | Tim Mälzer, Philipp Vogel 1                                     | Köln                            | Lackierte Rotbarbe in Champagner-Fenchel-Soße mit Mojito Gel (nach Eric Menchon) 3 | 5,9/10  | Odenthal                        | Ente mit Kloß, Rotkohl und Orangenjus                                     | 6,1/10  |
| Gesamt |                          |                                                                 | 12,2/20                         | 12,2/20                                                                            | 12,2/20 | 12,1/20                         | 12,1/20                                                                   | 12,1/20 |
| 2      | 4. Mai 2025              | Tim Mälzer & Gennaro Contaldo, Cornelia Poletto & Anna Sgroi    | Ischia                          | Salsiccia-Fleischbällchen mit wildem Brokkoli und Kaninchen all’Ischitana          | 7,3/10  | Turin                           | Bollito misto mit sechs Soßen                                             | 7,0/10  |
| 2      | 4. Mai 2025              | Tim Mälzer & Gennaro Contaldo, Cornelia Poletto & Anna Sgroi    | Sorrento                        | Canneloni und Delizia al Limone                                                    | 6,7/10  | Motta Camastra                  | Maccheroni alla Norma, Porchetta und Baci Panteschi                       | 7,4/10  |
| Gesamt |                          |                                                                 | 14,0/20                         | 14,0/20                                                                            | 14,0/20 | 14,4/20                         | 14,4/20                                                                   | 14,4/20 |
| 3      | 11. Mai 2025             | Tim Mälzer, Martin Klein 4                                      | Bad Goisern am Hallstättersee 5 | Kalbsrahmbeuschl mit Chardonnay und Grießknödel                                    | 6,4/10  | Bad Goisern am Hallstättersee 5 | Paradeiser-Ingwer-Kokossuppe mit geräucherter Äsche                       | 7,1/10  |
| 3      | 11. Mai 2025             | Tim Mälzer, Martin Klein 4                                      | Mautern an der Donau            | Kärntner Kirchtagssuppe (mit Reinling) (nach Thomas Dorfer) 6                      | 6,2/10  | Tallinn 7                       | Cheesecake à la Mimolette mit Zwiebelvariation (nach Matthias Diether)    | 5,0/10  |
| Gesamt |                          |                                                                 | 12,6/20                         | 12,6/20                                                                            | 12,6/20 | 12,1/20                         | 12,1/20                                                                   | 12,1/20 |
| 4      | 18. Mai 2025             | Tim Mälzer & Marteria, The Duc Ngo & Sido                       | Santorini 8                     | Tomato Keftedes mit Tarama und Fava sowie Griechische Paella mit Kritharakia       | 5,7/10  | Gansbaai 9                      | Bobotie, gelber Reis, Salat & Bananen Sambal                              | 6,0/10  |
| 4      | 18. Mai 2025             | Tim Mälzer & Marteria, The Duc Ngo & Sido                       | Preza                           | Byrek mit Zwiebeln und Tomaten sowie Qull                                          | 5,8/10  | Langebaan                       | Snoek & Brot sowie Fischcurry                                             | 5,3/10  |
| Gesamt |                          |                                                                 | 11,5/20                         | 11,5/20                                                                            | 11,5/20 | 11,3/20                         | 11,3/20                                                                   | 11,3/20 |
| 5      | 25. Mai 2025             | Sebastian Brugger, Clara Hunger (feat. Tim Mälzer & Max Strohe) | Göteborg                        | Lamm in Heu geräuchert                                                             | 4,6/10  | Wien/Schützen am Gebirge 10     | Hahn von der Holzkohle mit Zucchiniblüten und Ei (nach Alain Weissgerber) | 6,6/10  |
| 5      | 25. Mai 2025             | Sebastian Brugger, Clara Hunger (feat. Tim Mälzer & Max Strohe) | Porto                           | Curry Garnele                                                                      | 7,6/10  | Lège-Cap-Ferret                 | Vegetarische Pâté en Croûte mit Basilikum Coulis und Anchovis-Soße        | 6,1/10  |
| Gesamt |                          |                                                                 | 12,2/20                         | 12,2/20                                                                            | 12,2/20 | 12,7/20                         | 12,7/20                                                                   | 12,7/20 |

| #      | Erstausstrahlung bei VOX | Köche                                      | Mälzer                      | Mälzer                                                    | Mälzer          | Lohninger              | Lohninger                    | Lohninger          | Frauneder                   | Frauneder                                                 | Frauneder          |
| #      | Erstausstrahlung bei VOX | Köche                                      | Länder                      | Gericht                                                   | Punkte          | Länder                 | Gericht                      | Punkte             | Länder                      | Gericht                                                   | Punkte             |
| ------ | ------------------------ | ------------------------------------------ | --------------------------- | --------------------------------------------------------- | --------------- | ---------------------- | ---------------------------- | ------------------ | --------------------------- | --------------------------------------------------------- | ------------------ |
| 6      | 1. Juni 2025             | Tim Mälzer, Mario Lohninger, Edi Frauneder |                             |                                                           |                 | Williamsburg, New York | Baba Ghanoush & Fisch-Tajine | 4,7/10             | Williamsburg, New York      | Baba Ghanoush & Fisch-Tajine                              | 6,5/10             |
| 6      | 1. Juni 2025             | Tim Mälzer, Mario Lohninger, Edi Frauneder | Midtown Manhattan, New York | Tauben Croustillant mit Ingwerjus (nach Gabriel Kreuther) | 6,4/10          |                        |                              |                    | Midtown Manhattan, New York | Tauben Croustillant mit Ingwerjus (nach Gabriel Kreuther) | 7,0/10             |
| 6      | 1. Juni 2025             | Tim Mälzer, Mario Lohninger, Edi Frauneder | Manhattan, New York         | Shrimp Moilee                                             | 6,8/10          | Manhattan, New York    | Shrimp Moilee                | 8,4/10             |                             |                                                           |                    |
| Gesamt |                          |                                            | Mälzer: 13,2/20             | Mälzer: 13,2/20                                           | Mälzer: 13,2/20 | Lohninger: 13,1/20     | Lohninger: 13,1/20           | Lohninger: 13,1/20 | Frauneder: 13,5/20          | Frauneder: 13,5/20                                        | Frauneder: 13,5/20 |

| #      | Erstausstrahlung bei VOX | Köche                    | Mälzer     | Mälzer                                                                       | Mälzer  | Gegner         | Gegner                                            | Gegner  |
| #      | Erstausstrahlung bei VOX | Köche                    | Länder     | Gericht                                                                      | Punkte  | Länder         | Gericht                                           | Punkte  |
| ------ | ------------------------ | ------------------------ | ---------- | ---------------------------------------------------------------------------- | ------- | -------------- | ------------------------------------------------- | ------- |
| 7      | 15. Juni 2025            | Tim Mälzer, Jamie Oliver | London     | Beef Wellington                                                              | 7,2/10  | London         | Mohinga & Chana Dal                               | 7,3/10  |
| 7      | 15. Juni 2025            | Tim Mälzer, Jamie Oliver | London     | Culurgiones (nach Gennaro Contaldo & Mario Magli)                            | 6,4/10  | London         | Culurgiones (nach Gennaro Contaldo & Mario Magli) | 6,7/10  |
| Gesamt |                          |                          | 13,6/20    | 13,6/20                                                                      | 13,6/20 | 14,0/20        | 14,0/20                                           | 14,0/20 |
| 8      | 22. Juni 2025            | Tim Mälzer Tim Raue      | São Paulo  | Tucupi-Hollandaise mit cremigem Eigelb (nach Alex Atala)                     | 8,0/10  | Santo André    | Moqueca de peixe                                  | 6,1/10  |
| 8      | 22. Juni 2025            | Tim Mälzer Tim Raue      | Kopenhagen | Steinbutt mit schwarzem Trüffel und Beurre Blanc (nach Eric Kragh Vildgaard) | 6,9/10  | Rio de Janeiro | Acarajé mit Vatapá und Caruru                     | 8,6/10  |
| Gesamt |                          |                          | 14,9/20    | 14,9/20                                                                      | 14,9/20 | 14,7/20        | 14,7/20                                           | 14,7/20 |

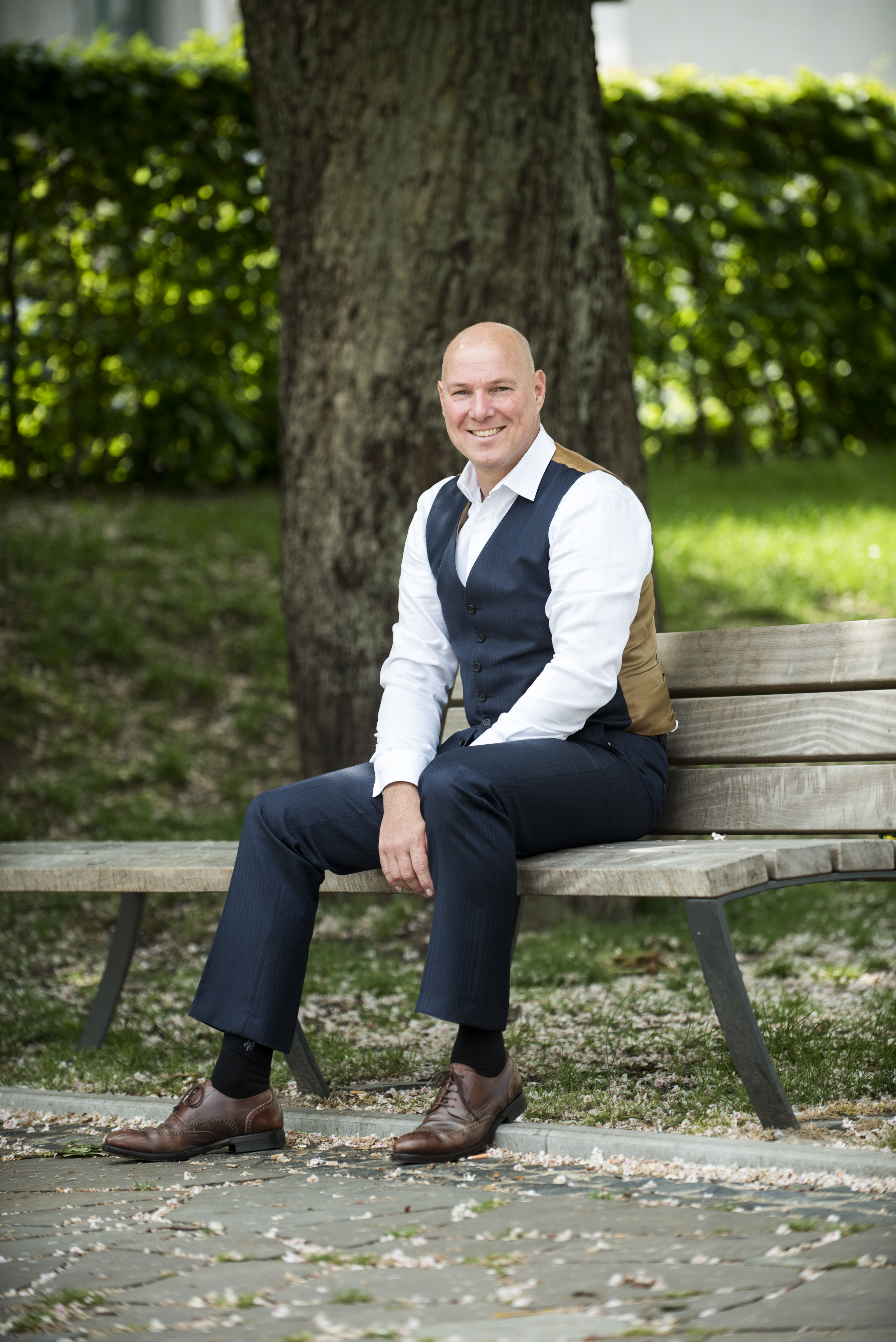
Dirk Lukrafka
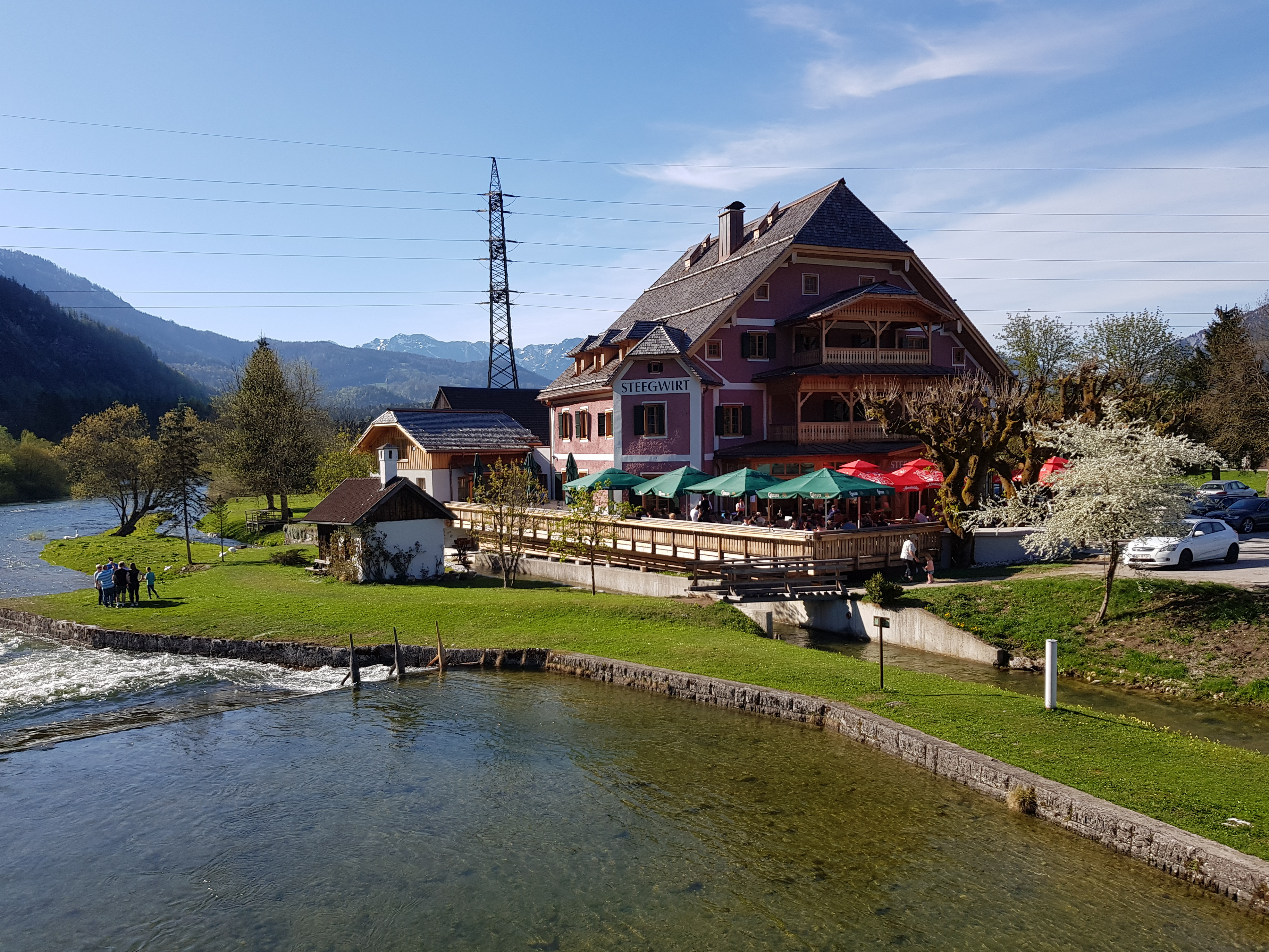
Gasthaus Steegwirt
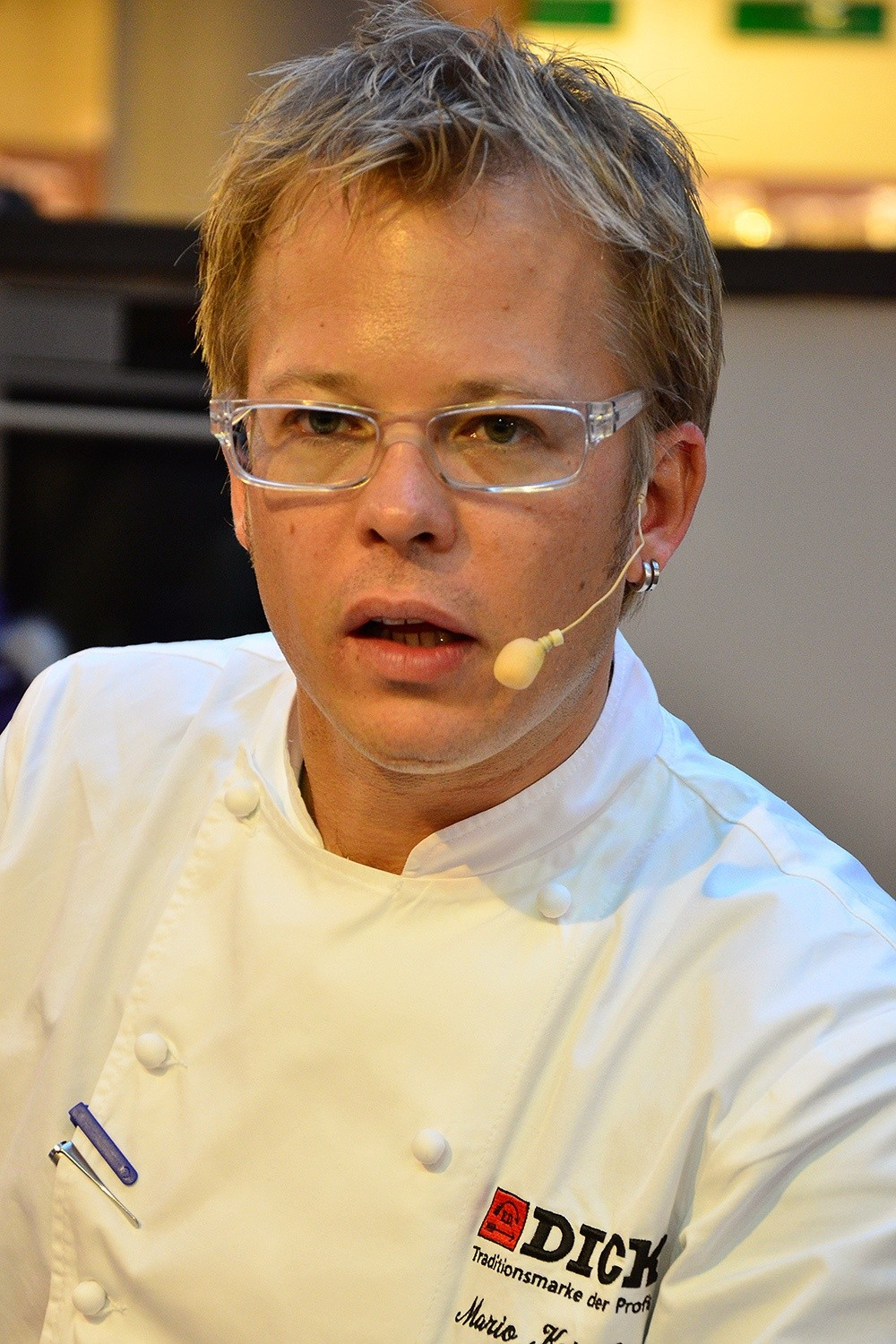
Mario Kotaska
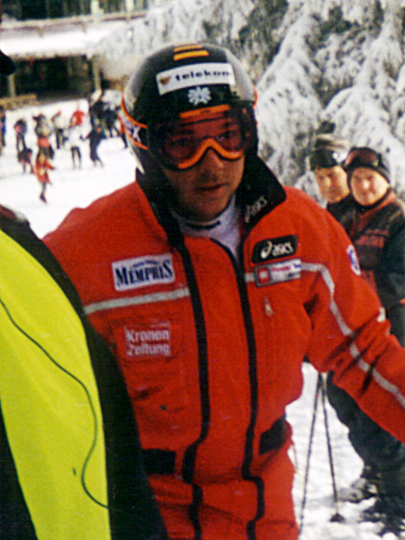
Fritz Strobl
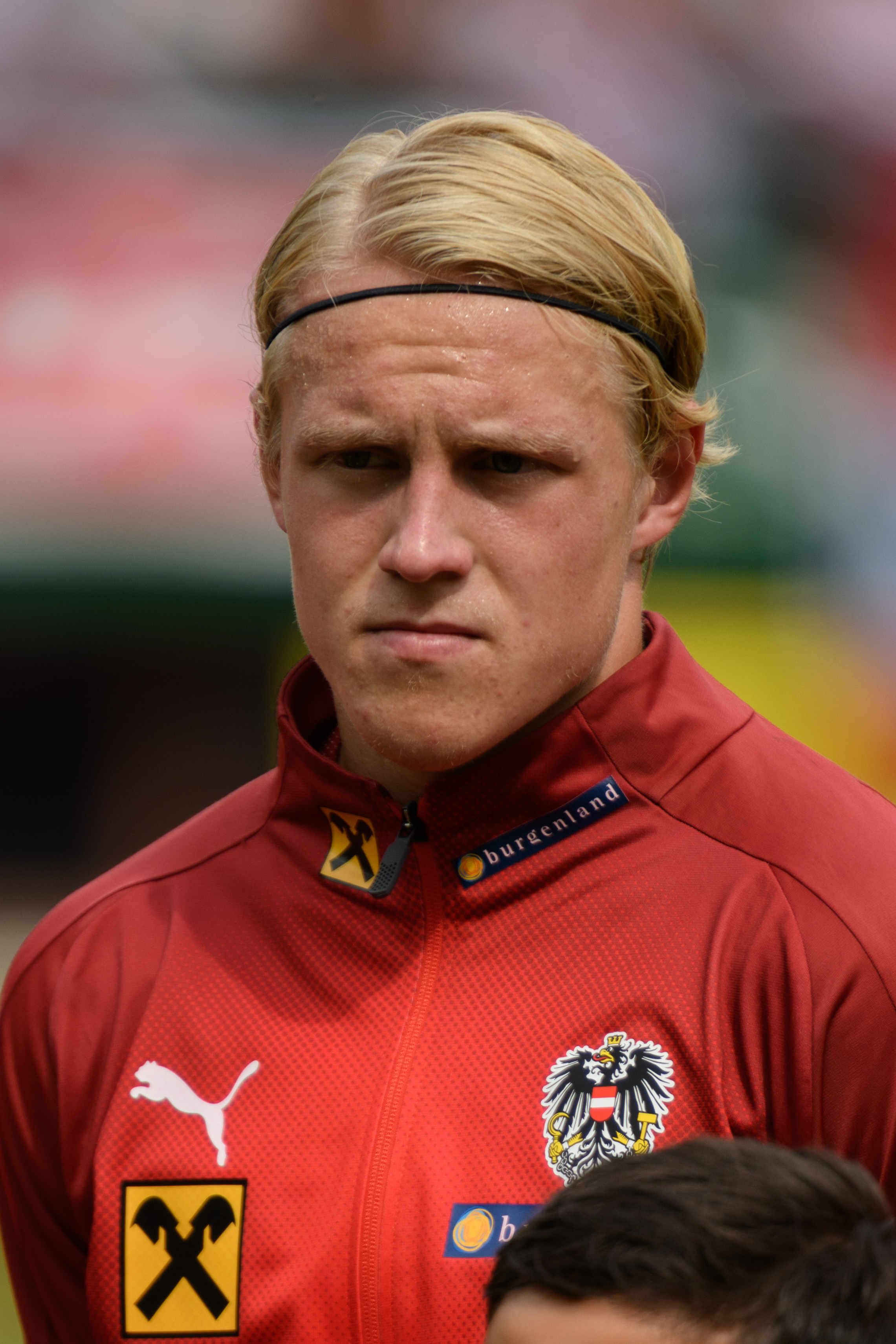
Xaver Schlager
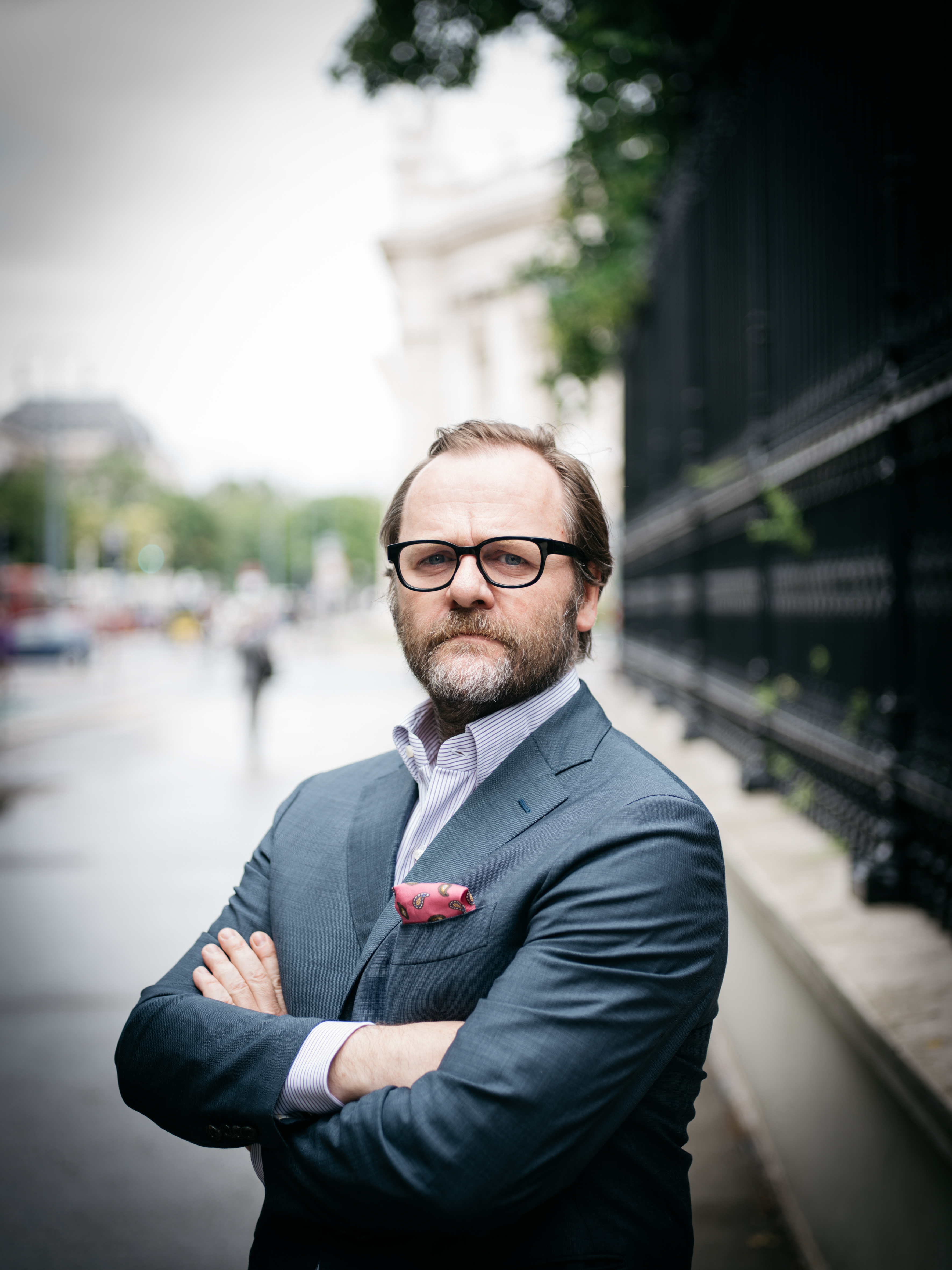
Sepp Schellhorn
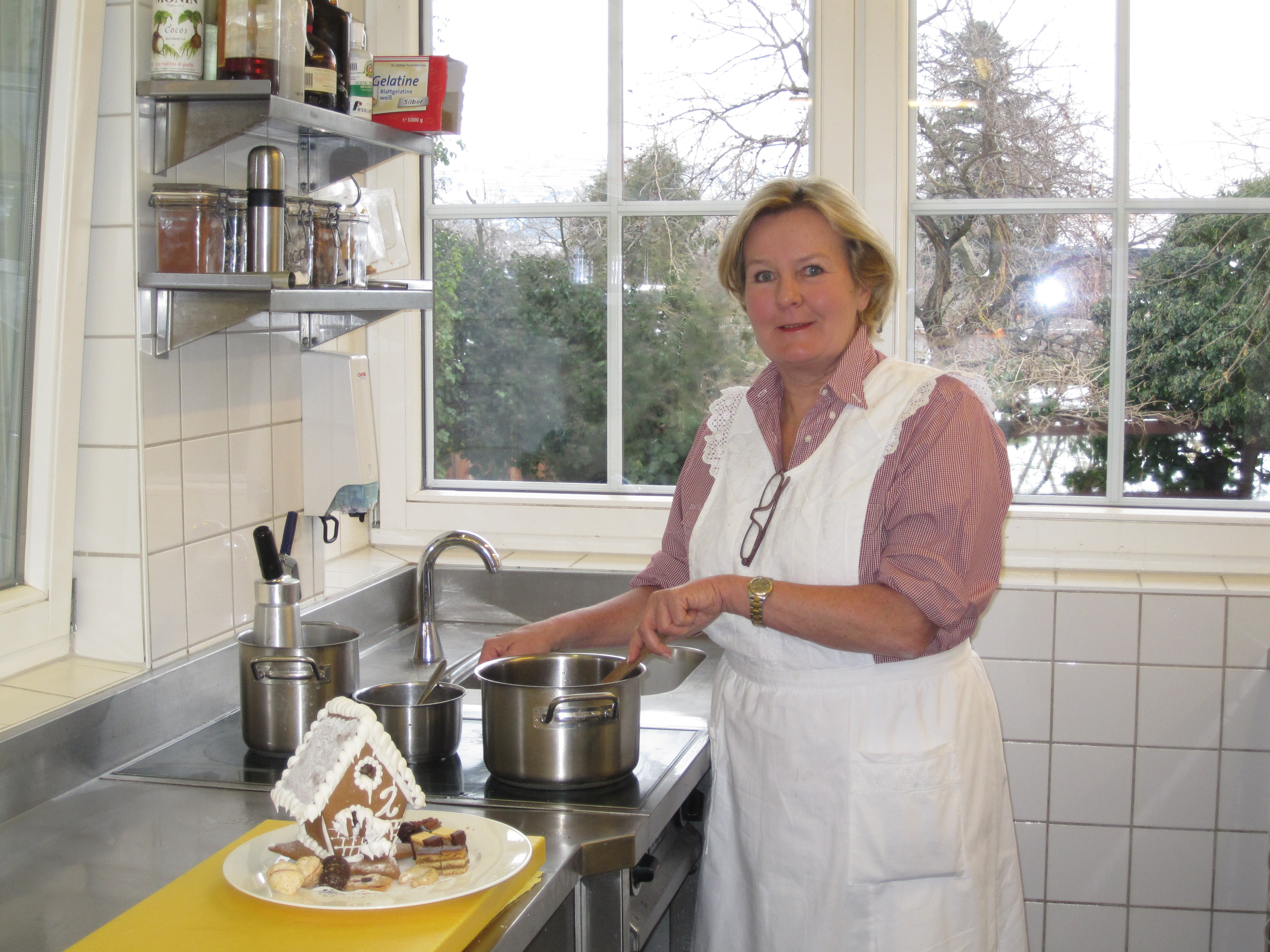
Lisl Wagner-Bacher
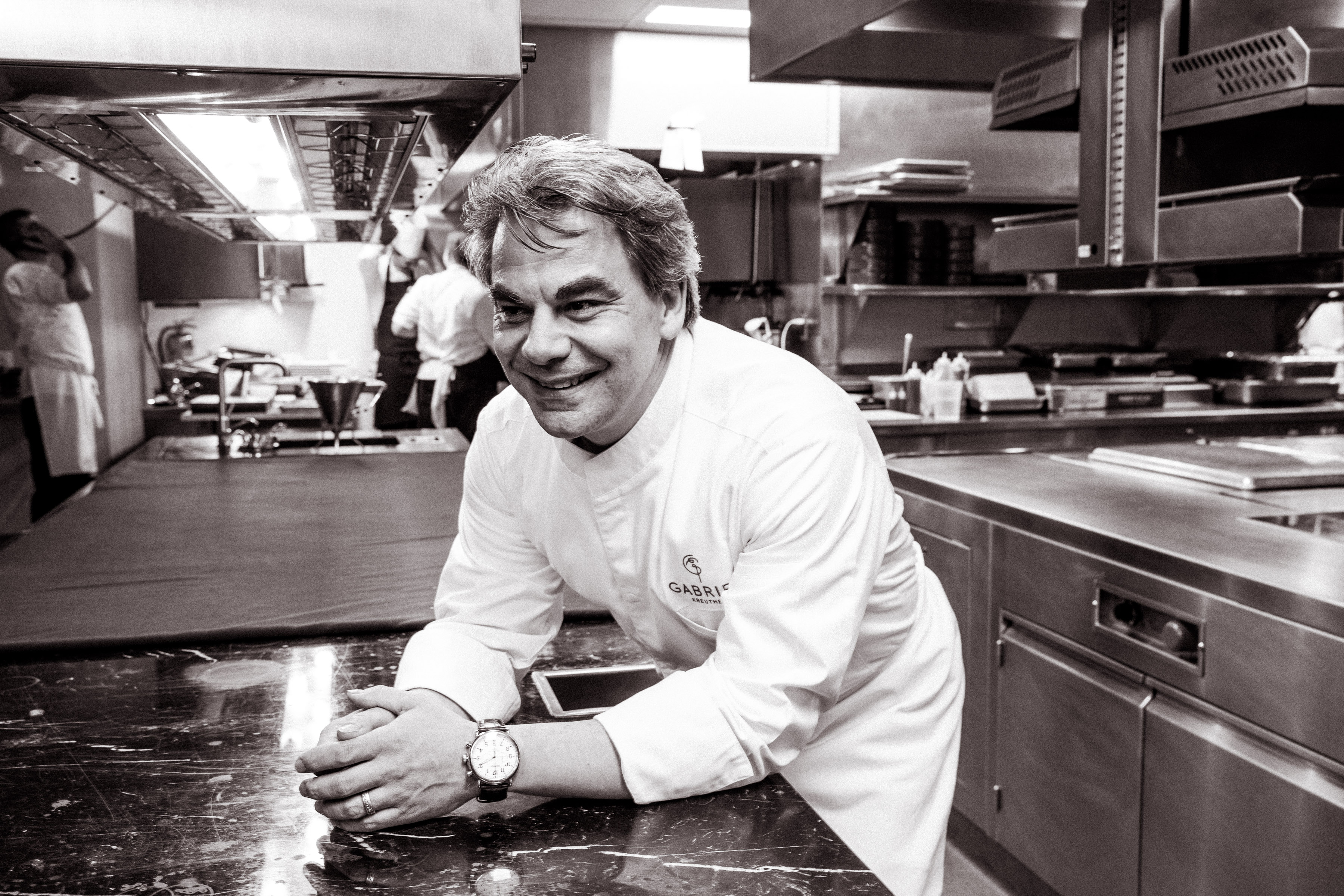
Gabriel Kreuther
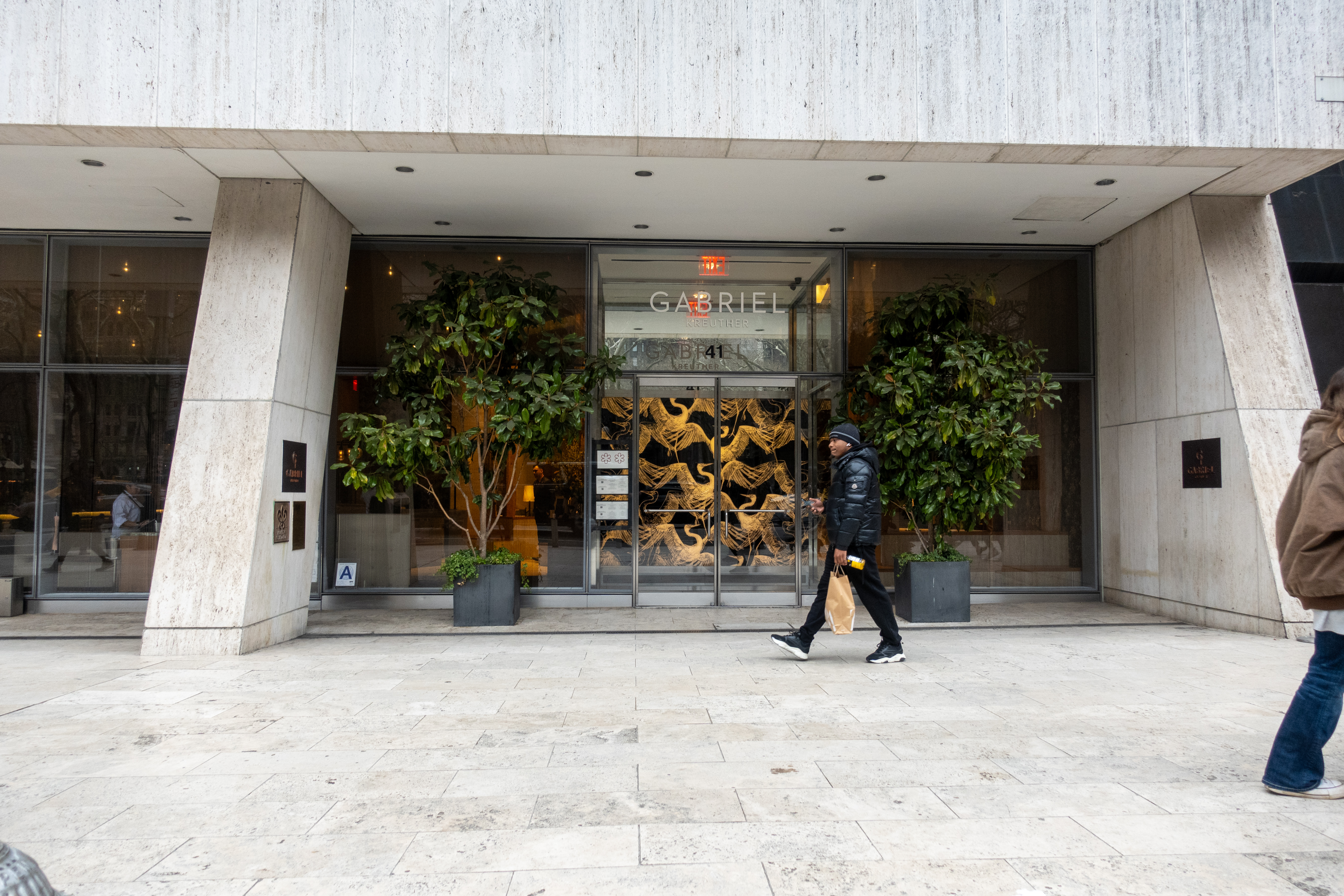
Restaurant Gabriel Kreuther

## Einschaltquoten
| Folge | Datum der Erstausstrahlung bei VOX | Zuschauer Gesamt | Zuschauer 14 bis 49 Jahre | Quote Gesamt | Quote 14 bis 49 Jahre | Quellen       |
| ----- | ---------------------------------- | ---------------- | ------------------------- | ------------ | --------------------- | ------------- |
| 1     | 27. April 2025                     | 1,03 Mio.        | 0,39 Mio.                 | 5,0 %        | 8,7 %                 | [ 9 ]         |
| 2     | 04. Mai 2025                       | 1,05 Mio.        | 0,46 Mio.                 | 5,0 %        | 10,4 %                | [ 10 ] [ 11 ] |
| 3     | 11. Mai 2025                       | 0,93 Mio.        | 0,36 Mio.                 | 4,8 %        | 9,1 %                 | [ 12 ]        |
| 4     | 18. Mai 2025                       | 0,88 Mio.        | 0,42 Mio.                 | 4,5 %        | 10,6 %                | [ 13 ]        |
| 5     | 25. Mai 2025                       | 1,03 Mio.        | 0,44 Mio.                 | 5,1 %        | 11,3 %                | [ 14 ]        |
| 6     | 1. Juni 2025                       | 0,76 Mio.        | 0,31 Mio.                 | 5,9 %        | 7,6 %                 | [ 15 ]        |
| 7     | 15. Juni 2025                      | 1,19 Mio.        | 0,49 Mio.                 | 6,0 %        | 12,2 %                | [ 16 ]        |
| 8     | 22. Juni 2025                      | 0,84 Mio.        | 0,36 Mio.                 | 4,2 %        | 8,6 %                 | [ 17 ]        |